# Апроприационный параграф
Апроприационный параграф — дополнительная статья к биллю о Церкви Ирландии 1833 года, в которой либеральное правительство Чарльза Грея выговаривало себе право употреблять излишек, долженствовавший получиться вследствие предложенной в билле отмены церковных сборов и сокращения числа англиканских епархий и приходов в Ирландии, частью на нецерковные нужды, в особенности на дело народного образования. 
Верхнецерковная партия (high church) объявила такое распоряжение церковными суммами грабежом алтарей и оказала апроприационному параграфу страстное противодействие. После многократных и тщетных стараний провести эту статью либеральному правительству пришлось наконец в 1837 года от нее отказаться и ограничиться проведением билля о десятине. 